# Liogenys spiniventris
Liogenys spiniventris är en skalbaggsart som beskrevs av Moser 1918. Liogenys spiniventris ingår i släktet Liogenys och familjen Melolonthidae. Inga underarter finns listade i Catalogue of Life.